# بیتینگ هالو (نیویورک)
بیتینگ هالو (به انگلیسی: Baiting Hollow) یک منطقهٔ مسکونی در ایالات متحده آمریکا است که در شهرستان سافک، نیویورک واقع شده‌است. بیتینگ هالو ۸٫۳ کیلومتر مربع مساحت و ۱٬۶۴۲ نفر جمعیت دارد و ۳۲ متر بالاتر از سطح دریا واقع شده‌است.